# Ms. Dewey
Ms. Dewey fue parte de una campaña iniciada por Microsoft en octubre de 2006, y da el nombre a una joven que presenta las búsquedas en internet. Ms. Dewey constituyó un sitio web con funciones de Adobe Flash experimental basado en una interfaz de búsqueda real. La interfaz cuenta como fondo a una moderna ciudad y con el personaje en el lado izquierdo, mientras que los resultados de la búsqueda aparecen en el lado derecho. El fondo del paisaje cambia en función de la hora del día. 
Desarrollado por la agencia de publicidad, McCann-Erickson, San Francisco y la empresa de comercialización de contenidos digitales "EVB San Francisco", Ms. Dewey parece ser un asistente de búsqueda interactivo que comenta -en algunos casos risiblemente- sobre las palabras clave en las búsquedas muy a su propio estilo e incluso cuando no hay actividad en la página, incluyendo la adopción de objetos detrás de su escritorio. Las respuestas interactivas en realidad consistían en cerca de 600 clips de videos que fueron grabados en un plazo de tres días.
Microsoft no comercializó abiertamente la página web. El papel de la Ms. Dewey lo interpretó Janina Gavankar. 
En enero de 2009, el sitio web fue desactivado.